# 今栄蔵
今 栄蔵（今 榮藏、こん えいぞう、1924年（大正13年）1月1日 - 2012年6月9日）は、日本の国文学者。専門は日本近世文学、特に松尾芭蕉。中央大学名誉教授。なお「今」の字は「𫝆」を用いる場合がある。
青森県青森市生まれ。小樽高等商業学校卒、北海道大学文学部卒。戦後、京都大学旧制大学院修了。杉浦正一郎・野間光辰に師事。鹿児島大学助教授、大谷女子大学教授を経て、1972年中央大学文学部教授。1992年退職、同大学名誉教授。2003年『初期俳諧から芭蕉時代へ』（笠間書院、2002年）で角川源義賞を受賞した。

## 著書
- 『芭蕉 その生涯と芸術　NHK市民大学』日本放送出版協会、1985、新版・新書、1989
- 『芭蕉伝記の諸問題』新典社研究叢書、1992
- 『芭蕉年譜大成』角川書店、1994、新版2005
- 『新芭蕉講座 第7巻 書簡篇』三省堂、1995
- 『初期俳諧から芭蕉時代へ』笠間書院、2002 - 角川源義賞（第25回・文学研究部門）受賞
- 『芭蕉研究の諸問題』笠間書院、2004

### 校注・編纂など
- 『校本芭蕉全集 第8巻 書翰篇』荻野清共校注 角川書店、1964、新版1989 - 全10巻・別巻1
- 『松尾芭蕉』宮本三郎共著 桜楓社、1967 俳句シリーズ・人と作品
- 『古典俳文学大系 7 蕉門俳諧集 2』宮本三郎共校注 集英社、1971
- 『芭蕉入門』大内初夫、桜井武次郎共著 有斐閣新書、1979
- 『芭蕉句集 新潮日本古典集成』校注、1982、新版2017
- 『貞門談林俳人大観』編 中央大学出版部、1989
- 『芭蕉書簡大成』角川学芸出版、2005

## 参考
- セブンネットショッピング